# Mallorca Championships 2021
Mallorca Championships 2021 — тенісний турнір, що проходив на трав'яних кортах у місті Santa Ponsa, Іспанія з 21 до 27 червня. Належав до категорії ATP 250.

## Фінальна частина

### Одиночний розряд
Данило Медведєв —  Сем Кверрі 6–4, 6–2

### Парний розряд
Сімоне Болеллі /  Максімо Гонсалес —  Новак Джокович /  Карлос Гомес-Еррера Walkover